# ナイツ 〜星降る夜の物語〜
『ナイツ 〜星降る夜の物語〜』（ナイツ ほしふるよるのものがたり、海外名称：NiGHTS Journey of Dreams）とは、ソニックチームの製作でセガより発売されたWii用ゲームソフト。
プロデューサー・ディレクター・リードゲームデザイナーは前作のゲームデザインを手掛けた飯塚隆、アートディレクター・リードキャラクターデザインは前作のキャラクターデザイン（ナイツを除く）を手掛けた星野一幸、音楽は前作を手掛けたササキトモコと幡谷尚史が担当している。
最後にセガサターンで発売された体験版的ソフトである『クリスマスナイツ』以来、実に11年ぶりに続編が発売されたゲームソフトである。
広告におけるポスターのイメージキャラクターにはSMAPが起用された。予約購入キャンペーンとして「ナイツ・パペッチフィギュア」が貰えるキャンペーンを行っていた。

## 世界設定
人々が眠りにつくとみることができることがある「夢」。「夢」とは「ナイトディメンション」と呼ばれる我々の現実世界とは異なる異世界のことである。希望、勇気、純粋、知性、成長の5つの意識と光「イデア」を合わせて、この空間に夢の世界である「ナイトピア」を創造させている。
しかし「夢」は楽しいものばかりではない。光があれば、闇があるように楽しい「夢」があればまた「悪夢」も存在しており、それが悪夢の世界「ナイトメア」のことである。「ナイトメア」を創造したワイズマンは魔物たち（ナイトメアン）を生み出し、「ナイトピア」を侵攻していくのだった。ベルブリッジに住む2人の少年少女であるウィリアムとヘレンも「イデア」を奪われ、毎晩、悪夢にうなされていたのだった。
からっぽになってしまった夢の世界をさまよい歩くうちに2人はナイツと長老オウルと出会い、「ナイトピア」が「ナイトメア」によって消滅させられようとしていること、2人の中には今も勇気の「イデア」だけが残っていることを聞かされる。戸惑いながらも2人は自分たちの夢を取り戻すため、ナイトピアを救うことを決意するのだった。こうしてナイツと2人の少年少女による「夢」と「勇気」の物語が始まるのだった。

## ムービー
Wiiの綺麗な映像に加え、前作では登場人物が具体的に喋ることはなかったが、今作から喋るようになった。洋画DVDのような演出が施されており、言語の音声は英語で固定、字幕を日本語、英語など6か国語で変更が可能。

## 主要人物
ナイツ（NiGHTS）
声：Julissa Agueria
ワイズマンの生み出した、ファーストレベルのナイトメアン。ナイトメアンゆえにクレイジーな一面も持つが、本人は束縛と命令を何よりも嫌う自由人であり、大好きなナイトピアを消し去ろうと企むワイズマンに反感を抱いている。ゆえに、悪夢に迷い込んできたウィリアムとヘレンに手を貸し、共にワイズマンに立ち向かう。
高い飛行能力を持つとともに、夢を見ている人間「ビジター」とデュアライズ（同化）し心と体を一つにすることができる。また、周囲の環境に合わせて自分の姿を変えることができる。
前作までは夢語と呼ばれる造語で喋る設定だったが、本作では、ウィル、ヘレンの母国語に合わせて喋る設定になったため、ナイツをはじめ一部の住民は英語で喋る。
ウィリアム・テイラー（William Taylor）
声：Riley O'Finn
ゲーム内では愛称の「ウィル」で表記される。ベルブリッジの郊外に住む12歳の少年。少年サッカーチームに所属しているが人並外れた運動神経を持つ彼はそれ故に、同じ年のチームメイトよりも父親とサッカーをすることが多かった。そのため本当に親友と呼べるような存在は無く、孤独な存在であった。彼の唯一の心のよりどころは尊敬する彼の父親であった。そんな父親が遠いところへ転勤してしまったことをきっかけに彼は悪夢にうなされるようになる。
ヘレン・カートライト（Helen Cartwright）
声：Victoria Ashby
ベルブリッジの中流住宅街に住む12歳の少女。小さな頃から母親にヴァイオリンを教えてもらっていたが、12歳という年齢からわかるように彼女は思春期を迎えていると共に母親に対する反抗期を迎えていた。それ故、彼女は母親やヴァイオリンに対しても距離を置くようになる。そんな思春期特有の心の葛藤と矛盾、大好きな母親への罪悪感から彼女は悪夢を見るようになる。
リアラ（Reala）
声：Casey Robertson
ワイズマンが生み出したファーストレベルナイトメアン。容姿と能力こそナイツに似ているが性格はナイツとは正反対で、卑劣で残忍である。身に着けているペルソナ（仮面）は、ワイズマンから忠誠の証として与えられたもの。前作に登場した時と服装と手の指の形状が異なっている。また、前作ではボス戦と2P対戦のみの登場だったが、今作では出番が大幅に増えており、ワイズマンの命令でナイツを陥れようと幾度となく現れる。
ワイズマン（Wizeman）
声：Roger L. Jackson
ナイトディメンションで最初に生まれた知的生命であり、悪夢の世界「ナイトメア」の創造主。ナイトピアを消し去ることを目的としており、魔物たちであるナイトメアンを生み出し、ナイトピアを侵攻していく。前作と同様、鉄兜のような頭に実体の無い体、怪しく輝くマントを着用しており、体から離れた目玉の着いた6つの手を持っているが、全体的に暗めの彩色で、手の平の目玉がギョロギョロと動く。さらに巨大な姿を何度か見せており、前作より不気味さと威圧感が増している。また、手の目玉は感情が高ぶると赤く変色する。
オウル（Owl）
声：Jeff Kramer
ビジターの前に現れるフクロウ。自由奔放なナイツに手を焼きながらもウィルとヘレンをイデアへ導く。ヨーロッパ訛りのような英語で喋る。
ナイトピアン（Nightopian）
声：ササキトモコ
“ピアン”とも呼ばれるナイトピアの住民。楽しいことが大好きで、ステージのいたるところに出没している。ナイトピアン独自の夢語で喋る。声は前作に引き続き、参加ミュージシャンであるササキがナイトピアンの声を担当している。

## ゲームの目的
ウィルとヘレンでプレイできるドリーム（ステージ）が異なる。それぞれ3つのドリームを飛び回り、奪われてしまった彼らの4つのイデアを取り戻すのが目的である。ドリームには決められた目的が複数存在し、これを「ミッション」と呼ぶ。ミッションを順番に達成していくことでストーリーが展開していく。各ドリームは1つの「チェイスミッション+ボスバトル1」と3つの「チャレンジミッション」、「ボスバトル2」で構成されている。
各ドリームにおけるミッションの種類として共通しているものとしては「チェイスミッション」と「リンクチャレンジ」が存在し、その他にも「暗雲に飲み込まれそうなナイトピアンをパラループで救出する」、「ステージ内のナイトメアンをすべて倒す」など各ドリームの特色に合わせたミッションが用意されている。またナイツとデュアライズせず、終始ウィルもしくはヘレンを操作するミッションも存在する。
ミッションのランク評価はA～Eの5段階評価となっている。

### チェイスミッション
比較的前作のルールに近いミッション。ウィルもしくはヘレンを操作しナイツが捕らわれている牢屋「ナイツキャプチャー」へ侵入させ、ナイツとデュアライズすることで一時的にナイツをナイツキャプチャーから脱出させることができる。時間内にナイツキャプチャーの番人であるサードレベルナイトメアン「グードル」に追いつきタッチダッシュでカギを奪い、その状態でナイツキャプチャーに触れ、解除することが目的。ナイツキャプチャーは全部で3つ存在し、全て破壊することでボスステージ「ナイトメア」へと移動する。
ナイツキャプチャーの上部と下部には鎖が存在し、ナイツキャプチャーをスルーできないようになっているため、前作のプレイスタイル「クリア条件を満たした上であえてコースを周回し、スコアを稼ぐ」とは異なるプレイスタイルを求められる。
ナイトピアでもナイトメアでも残りタイムが0となってしまうとその時点でナイトオーバー（ゲームオーバー）になってしまうが、ナイトピアではリンク数に応じて、リンクが切れた際に残りタイムが延長される。
ランク評価は獲得スコアによって行われる。

### リンクチャレンジ
チャレンジミッションの一つであり、最終ドリーム以外の全てのドリームに登場する。オクトポーを追いかけながら、吐き出されるリングをくぐったりブルーチップを獲得したりでリンク数を稼ぐミッション。5リンク以上の状態でリンクが途切れるとミスとなる。5回ミスするか、999リンクに達するとゲーム終了。ゲーム終了時の最大リンク数がノルマリンク数に達していないとナイトオーバーとなる。ランク評価は最大リンク数で決定する。

### ナイトメア
今作も前作同様各ナイトピアにボスとなる巨大な「ナイトメアン」との戦いが用意されている。
ここで戦うナイトメアンはセカンドレベルのものとなっている。1回目の戦闘ではナイトピアで獲得したスコアが撃破タイムに応じて決定される倍率で増加する。
前作と異なり今作は各ナイトメアンと2度目の戦いがあり、その際は1度目の戦いの時よりトラップなどが強化されていて、倒すのが難しくなっている。また、この2度目の戦いはナイトピアのミッション無しですぐに始まるため、撃破タイムのみでランクが決定する。

### セカンド・ファーストレベルのナイトメアン
ドンバロン
ピュアバレーのボス。ゴムボールのピエロのような姿をしたナイトメアン。バウンドしながらナイツに体当たりを仕掛けてくる。パラループが通用しない代わりに鋭利なものに刺されるのが弱点で、ステージの一番上にある牙のような所にまで弾き飛ばせば倒せる。
2度目の戦いではステージが長くなっており、障害物も増えていて、頂上への道のりが険しくなっている。
キャメラン
ロストパークのボス。カメレオンの魔術師。非力で臆病な性格で、闇の空間に隠れ、トランプを生き物のように操る魔術で攻撃してくる。隠れ場所をパラループで探し当て、そしてパラループで囲めば倒せる。
2度目の戦いではトランプが多くなっており、隠れ場所が更に探しにくくなっている。
ケルベロス
デライトシティのボス。2匹の闇の狂犬で、刺付きの鉄球のような胴体を持った、燃え上がる犬の姿をしており、赤いものと青いものの2体が存在。目に入るものを見境無く喰らう危険な存在。2匹のケルベロスを繋ぐ鎖の鉄球を利用して2匹をぶつけることで倒せる。
2度目の戦いでは鎖を繋ぐ鉄球にもケルベロスが宿る完全体になっており、触れることが困難になっている。
ギラニア
アクアガーデンのボス。貴族のような服装をした魚の姿をしたナイトメアン。地面の中を移動し、ナイツを見つけると飛び出して巨大な口で飲み込もうとしてくる。タッチダッシュやパラループを使うと、カラフルな粒に分裂し、その粒をパラループで全て消し去ると倒せる。
2度目の戦いでは最初の時より巨大で、粒が多くなっている。
ボマンバ
クリスタルキャッスルのボス。案山子のような体をした猫顔の魔女の姿をしたナイトメアン。大量のネコ球を出し、そのネコ球に体当たりで攻撃させ、自身は緑色の魔法弾のようなものを放ってくる。魔法陣にある穴にネコ球を全て落とせば倒せる。
2度目の戦いでは魔法陣の柵が無く、ネコ球を落としにくくなっており、また1度全て落とせても、次は穴の周りが盛り上がった魔法陣を出し、また全て落とさなければならない。
クイーンベラ
メモリーフォレストのボス。女王グモ。溶岩の上に浮かぶ鉄のプレートの上から、糸玉を生み出す。糸玉を使ってプレートを破壊し、溶岩に落とせば倒せる。
2度目の戦いではプレートの数が増えており、しかも1回ぶつけただけでは壊れない硬いプレートが多く設置されているため、落とすことが困難となっている。
リアラ
詳しくは上記を参照。ナイツと同じファーストレベルのナイトメアン。前作ではパラループを使ってでの対戦だったが、今作ではメアバルーンをぶつけ合う戦いになっている。前作と違って彼もまた2度目の戦いがあり、その際はぶつける回数が5回に増えているが、戦い方自体は変わっていない。
今作ではナイトメアンで唯一ナイトメアでは戦わず、スコアによる評価もない。

### ステージ

#### ウィルドリーム
PURE VALLEY（ピュアバレー）
美しい草原や山々、清らかな水が特徴のナイトピア。ウィルの大好きな父親に対する安堵感から産み出された世界。
LOST PARK（ロストパーク）
砂に覆われた遊園地。父親と離れ離れになってしまったウィルの孤独感から創造された世界。
DELIGHT CITY（デライトシティ）
ジャングルジムや砂場、スロットマシーンやビリヤードなどによって構成されたネオン街。ウィルの幼さや、心の成長から芽生えた自我、大人に対する憧れから産まれた世界。

#### ヘレンドリーム
AQUA GARDEN（アクアガーデン）
魚が宙を泳ぐ海底の庭園。ヘレンの母親に対する愛情から産み出された。
CRYSTAL CASTLE（クリスタルキャッスル）
ガラスと鏡でできた美しい世界。思春期を迎えてうつろうヘレンの心情を体現した世界。
MEMORY FOREST（メモリーフォレスト）
メリーゴーラウンドやピクニックをした公園など、ヘレンの母親との思い出が詰まった森。

#### 最終ドリーム
BELLBRIDGE（ベルブリッジ）
2人が現在暮らしている街「ベルブリッジ」にそっくりな夢の世界。

### マイドリーム
今回もA-LIFEと呼ばれる人工生命（ライフゲーム、ゲーム中ではナイトピアンと呼ばれる）がいる。(A-LIFEの項目を参照）本作では前作のA-LIFEの要素を引き継いで、ナイトピアンたちを集めたり、ナイトピアンたちのいる世界であるマイドリームでニンテンドウWi-Fiコネクションを利用して他のユーザーのマイドリームに行き来したり、ナイトピアンたちを交換したりするなどして、他のユーザーとマイドリームを共有することができる。また、お天気チャンネルによりマイドリームの天気が変わることもある。

### その他の通信要素
ニンテンドーWi-Fiコネクションにより1Pがナイツを操作し、2Pをナイツのライバルのリアラを操作してレースゲームやバトルゲームの2人対戦が可能である。

## 操作体系
Wiiリモコンの接続状態に合わせ、適した操作体系が自動的に設定される。基本的なアクションのバリエーションは前作から変化していないが、Wiiリモコンとヌンチャクでの操作にも対応するため様々な操作体系が用意されている。
アクション詳細は前作の同項目を参照。

### コントローラーでの操作
スティックで移動、ボタンで各種アクションやアクロバット、十字ボタンでペルソナを発動する。前作に近いスタイル。

### ヌンチャクスタイルでの操作
ヌンチャクのスティックで移動、A、B、Cボタンで各種アクションとアクロバット、リモコンの十字ボタンでペルソナを発動する。

### リモコンスタイルでの操作
リモコンスタイル時は画面内にマインドサイト（ポインター）が表示され、ポイントした方向にナイツを移動させることができる。A、Cボタンで各種アクション、十字ボタンでペルソナを発動できるが、操作性に難がある。

## ペルソナ
パワーアップアイテムを入手することによりナイツは様々な姿に変化することができる。
ドルフィンペルソナ、ドルフィンナイツ
イルカのような姿にナイツが変化することにより、水中に入ることができるようになる。
ロケットペルソナ、ロケットナイツ
ロケットのフォルムにナイツが変化することにより、加速力抜群の力強いスピードで飛行することができる。うまく使えば離れたところにあるブルーチップやリングをもリンクさせることができるが、旋回能力は低い。
ドラゴンペルソナ、ドラゴンナイツ
長い体を持つ特殊なペルソナ。スピードは他のペルソナに劣るが、風や重力の影響を受けずに空中を思い通りに泳ぐことができる。

## 製作スタッフ
- 飯塚隆（プロデューサー・ディレクター・リードゲームデザイナー）
- 星野一幸（アートディレクター・リードキャラクターデザイン）
- 佐々木朋子（リードミュージックコンポーザー）
- 幡谷尚史（サウンドディレクター・ミュージックコンポーザー）

他多数

## 主題歌
主題歌は前作に引き続き「DREAMS DREAMS」。収録されているバージョンは前作の2倍。
- ウィルバージョン（ウィルED） ※前作の「エリオット＆クラリスバージョン」とは違い、ウィルとヘレンを演じた子役声優と男声女声のボーカリストが交互に歌っている。
- ヘレンバージョン（ヘレンED） ※上記との違いは順番
- DREAMS DREAMS-Sweet snow-（グランドED） ※バラードアレンジ版。ボーカルに前作のクラリスパートを歌ったジャスミン・S（ジャスミン・アレン名義）が歌っている。
- アダルトバージョン
- キッドバージョン

残り5曲はBGM向け。
- Crusing Together＊最終ステージ最終局面で流れるリミックスバージョン。四つ打ちのアレンジになっており、ボーカルはサビのみ（Aメロ・Bメロはストリングスとフルート演奏で構成されている）。
- DREAMS DREAMS-Located Link Mix- ※特典・資料ページで流れるリミックスバージョン。オルゴール風の四つ打ちアレンジ。
- インスト1曲「スカイコンサートの課題曲」 ※ヘレンのステージのミッションの一つで、浮遊する譜面と音符を音楽に合わせてタッチしていく（難易度が高い）。ピアノとシンセベルのリード、ナイトピアンのコーラスで成り立ったスローテンポアレンジ。
- サウトラ2曲

## 関連作品
- ナイツ NiGHTS into Dreams...（セガサターン・PlayStation 2）
- クリスマスナイツ（セガサターン）